# Christo Matow

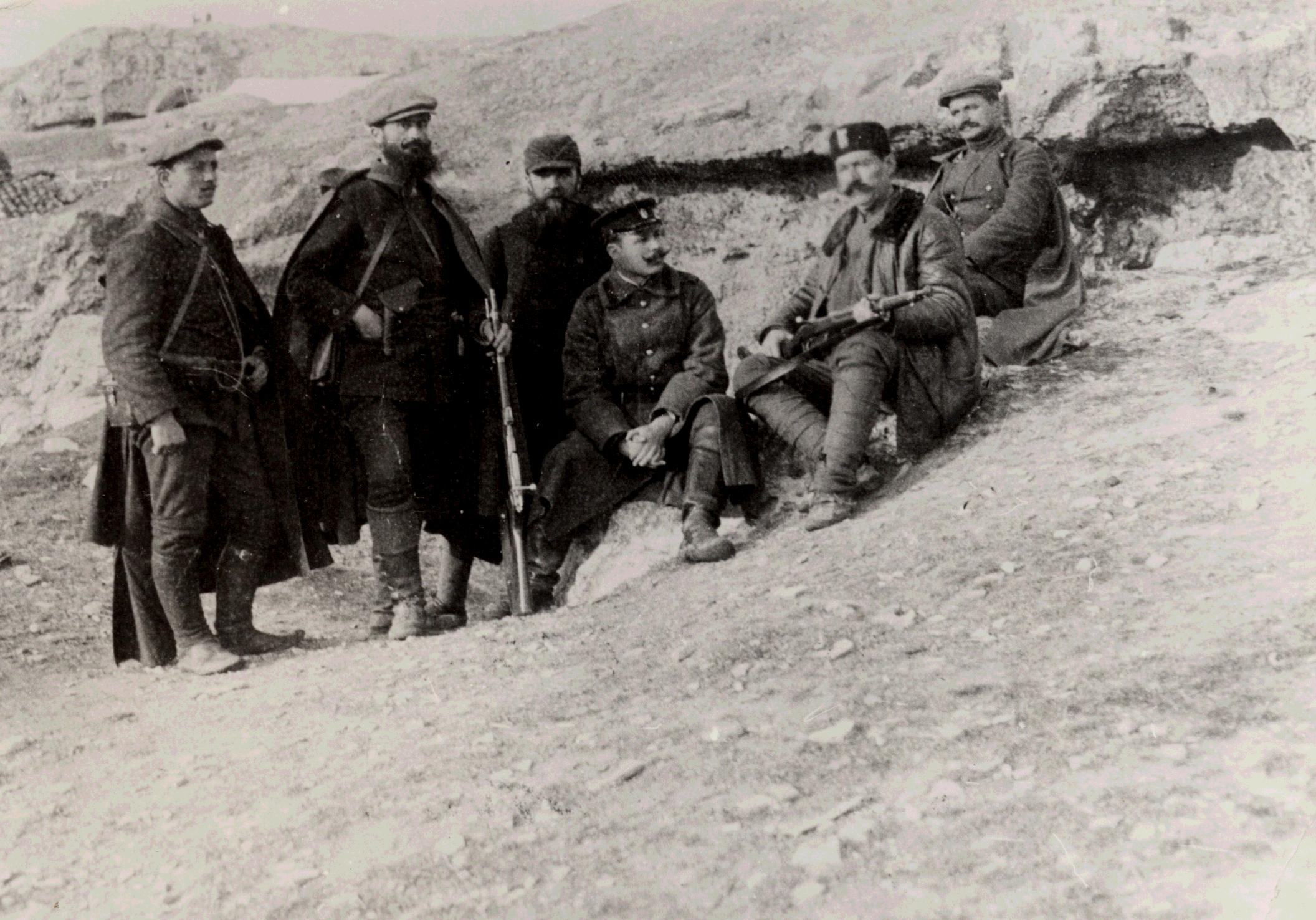
Todor Aleksandrow, Christo Matow, Georgi Montschew, Wlade Slankow und Nikola Iwanow

Christo Matow (auch Hristo Matov geschrieben, bulgarisch Христо Апостолов Матов; * 10. März 1872 in Struga, heute in Nordmazedonien; † 10. Februar 1922 in Sofia, Bulgarien) war ein bulgarisch-makedonischer Revolutionär, Folklorist, Philologe, Publizist, Funktionär und Ideologe der BMARK (Bulgarischen Makedonien-Adrianopeler Revolutionären Komitees, später in Innere Mazedonische Revolutionäre Organisation umbenannt).

## Leben
Christo Matow wurde am 10. März 1872 in der makedonischen Stadt Struga in der Familie von Apostol und Petra Matowi geboren. Er hatte zehn Geschwister, von denen nur fünf – Dimitar, Milan, Maria, Agnia und Zarewa wie er die Volljährigkeit erreichten. Die Zeit war vom Kampf der bulgarischen Bevölkerung des Osmanischen Reiches für kirchliche und politische Unabhängigkeit geprägt, der vor allem in Makedonien blutig ausgetragen wurde (siehe Bulgarische Wiedergeburt). Seine schulische Ausbildung begann in der bulgarischen Schule in seiner Heimatstadt. Er setzte sie in der Bulgarischen Männerschule in Thessaloniki fort. Matow gehörte zu den ersten Jahrgängen der Männerschule und wurde nach ihrem Abschluss für kurze Zeit Direktor der bulgarisch-pädagogische Schule in Serres.
1894 lehnte er ein Angebot von Dame Gruew und Iwan Chadschinikolow sich der BMARK anzuschließen ab. Nach der Tschetnik-Aktion des Obersten Makedonien-Adrianopel Komitee überdenkt er seine Entscheidung und trat der Organisation am 25. August 1895 bei. Dabei vertrat er für kurze Zeit Gjortsche Petrow als Mitglied des Zentralkomitees der BMARK. In dieser Zeit wurde Lehrer im bulgarischen Gymnasium in Skopje. Dort konnte er 1896 für die Organisation Todor Aleksandrow gewinnen, der letzte Vorsitzender der Organisation, ehe sie nach dem Zweiten Weltkrieg aufgelöst wurde 1897 gab Christo Matow aufgrund seiner öffentlichen Ämter unter den Pseudomyn das Buch Die serbische Ansprüche in Westbulgarien aus. Im Buch geht er auf die serbische Propaganda ein und verteidigt die Position der bulgarischen Bevölkerung in Makedonien. Bereits 1895 wurde Matow schulischer Inspektor und in 1896 Direktor des Gymnasiums in Skopje sowie Vorsitzender des Skopje Revolutionskomitees und Mitglied des Zentralkomitees der BMARK. Alle Posten hatte es bis 1901 inne, als er nach der so genannten Thessaloniki-Affäre von den osmanischen Behörden wegen revolutionärer Tätigkeit verhaftet und auf der Festung Bodrum in der Ägäis verbannt. 1902 kam er durch ein Abkommen zwischen dem Fürstentum Bulgarien und dem Osmanischen Reich frei unter der Bedingung ins befreite Bulgarien aus zuwandern. Er ließ sich daraufhin in der bulgarischen Hauptstadt Sofia, wie viele andere Makedonische Bulgaren, nieder und wurde Mitglied der Auslandsvertretung der BMARK.

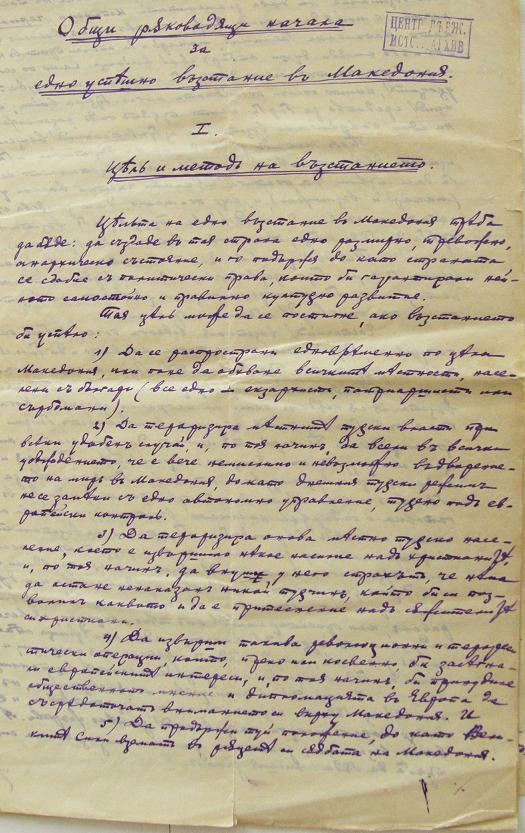
Die Niederschrift des Allgemeinplans zur Durchführung des Aufstandes in Makedonien

Nach seiner Verbannung wurde Matow zu den Hauptideologen der BMARK. Er war neben Goze Deltschew in den Vorbereitungen des Ilinden-Preobraschenie-Aufstandes von 1903 involviert und fertigte im Mai 1903 den Allgemeinplan zur Durchführung des Aufstandes in Makedonien aus. 1906 wurde er in seiner Funktion als Mitglied der Auslandsvertretung der BMARK bestätigt.
Am 1912 ausgebrochenen Balkankrieg nahm er als Teil des Makedonien-Adrianopel-Freiwilligen-Korps teil, wofür er mit dem Militär-Verdienstorden und den St. Alexander-Orden geehrt. Während des Ersten Weltkrieges diente er zunächst im Generalstab der bulgarischen Armee um nach der Eroberung von Skopje dort die Zeitung Rodina herauszugeben. 1917 veröffentlichte Christo Matow ein Zwölfpunkteprogramm, in dem er die Positionen der bulgarischen Politik und Diplomatie nach dem Weltkrieg bezüglich der Makedonische Frage und der bulgarischen Einigungsfrage scharf kritisierte.
Cristo Matow starb am 10. Februar 1922 in der bulgarischen Hauptstadt Sofia.

## Trivia
Christo und sein Bruder Milan waren gut mit dem Dichter-Revolutionär Pejo Jaworow befreundet. Vor einer seiner Selbstmordversuche suchte Jaworow in ihre Wohnung nach Waffe, nachdem sich die Brüder weigerten ihn eine zu übergeben. Seit 2015 ist der Matov Peak nach ihm benannt, ein Berg in der Antarktis.

## Bibliographie
- Сръбските пратеници на Македония (1897), unter dem Pseudonym D. Insarow
- Основи на вътрешната революционна организация, Band I, II und III
- За управлението на вътрешната революционна организация, Band I und II
- Въстанишки действия, Band I und II
- Репресалии против гръцката въоръжена пропаганда
- Пропуснати случаи
- Писма за Македония отговор на г-н Янко Сакъзов (1910)
- Впечатленията от Македония на д-р Кръстю Раковски (1911)
- Христо Матов за своята революционна дейност